# Ilham Alijev
Ilham Alijev, of ook wel Ilham Heydar oglu Əliyev, (Bakoe, 24 december 1961) is sinds 31 oktober 2003 de 4e president van Azerbeidzjan. Hij is tevens het hoofd van de Nieuw Azerbeidzjaanse Partij.

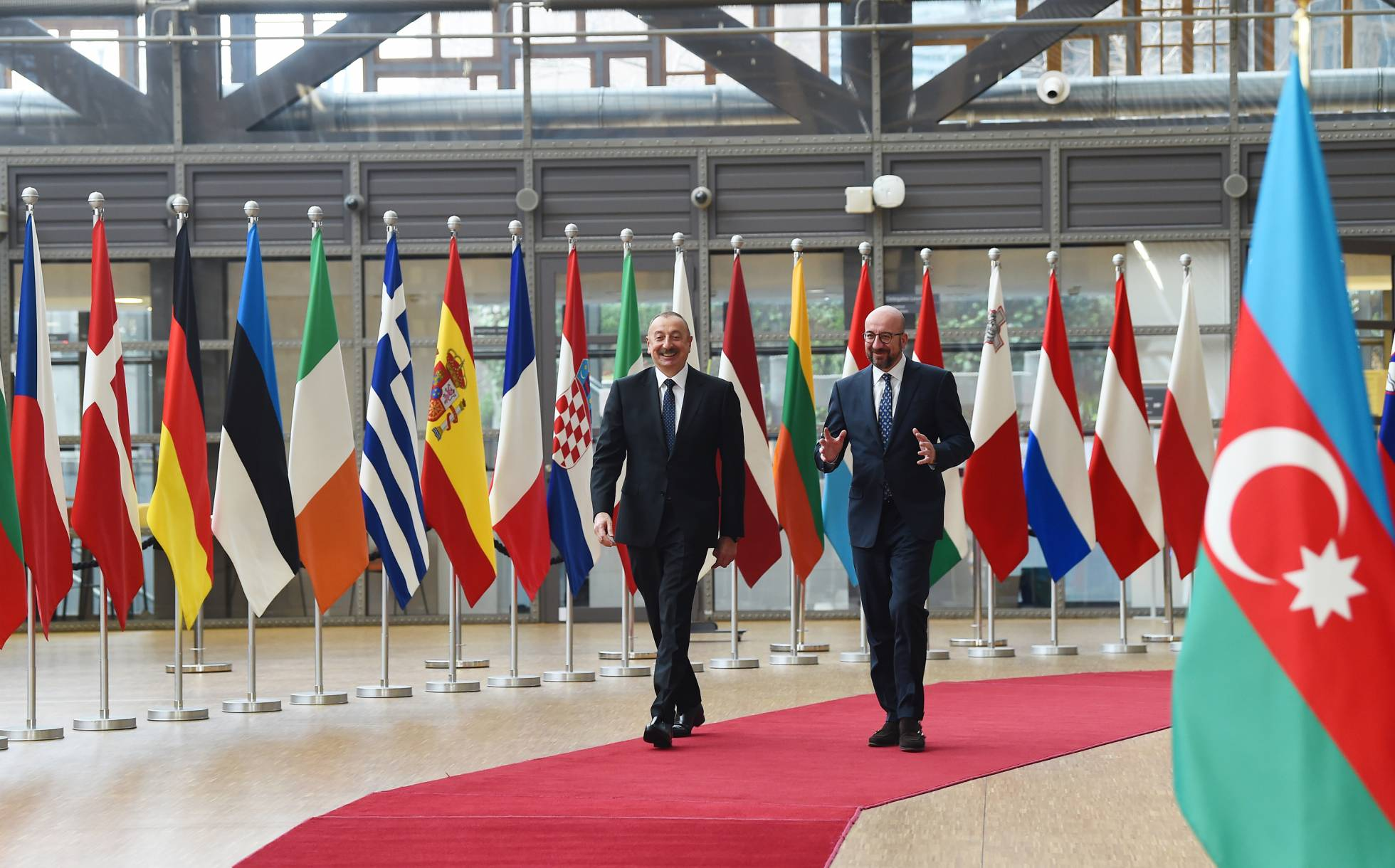
Ilham Aliyev en voorzitter van de Europese Raad Charles Michel in Brussel, België (april 2022)

In 2003 werd hij tot premier van het land benoemd. Omdat hij de zoon is van de vorige president Hejdar Alijev (24 juni 1923 – 31 oktober 2003), leek het vanzelfsprekend dat hij zijn vader zou opvolgen. Hij won de verkiezingen van 15 oktober 2003. Op 31 oktober van dat jaar aanvaardde hij het ambt van president, ondanks veel nationale en internationale kritiek.

## Biografie
Əliyev werd op 24 december 1961 geboren in Bakoe. Hij is de zoon van Hejdar Alijev (1923-2003), de Azerbeidzjaanse president van 1993 tot 2003. Zijn moeder was Zarifa Əliyeva (1923-1985), een oogarts van beroep. In 1977 studeerde hij af aan het Staatsinstituut voor Internationale Betrekkingen van Moskou. In 1982 volgde hij een postdoctorale opleiding en in 1985 behaalde hij zijn PhD in Geschiedenis.

## Persoonlijk
Op 22 december 1983 trouwde Alijev met Mehriban Aliyeva in Bakoe. Zij is sinds 2017 vice-president van Azerbeidzjan. Het paar heeft twee dochters, Leyla (geboren op 3 juli 1984) en Arzu (geboren op 23 januari 1989) en een zoon, Hejdar (geboren op 2 augustus 1997). Dochter Leyla is de redacteur van het tijdschrift Baku, uitgegeven door de Azerbeidzjaans-Russische zakenman Aras Ağalarov, en was getrouwd met diens zoon Emin Ağalarov. Naast drie kinderen heeft het paar ook vier kleinkinderen.